# Arturo Vidal
Artikeln följer den spanska namnseden; faderns efternamn är Vidal och moderns efternamn Pardo.
Arturo Erasmo Vidal Pardo, född 22 maj 1987 i Santiago, är en chilensk fotbollsspelare som spelar för Colo-Colo, samt Chiles landslag.
Vidal är en mångsidig spelare som spelat i flera olika roller i sina tidigare år, men som eventuellt hittade sin position i Juventus som en box-till-box-mittfältare i världsklass, kapabel att bistå sina lagkamrater med defensiva och offensiva insatser på plan. Han kom att kallas för Il Guerriero ("Krigaren") i italiensk press för sina enastående tacklingar och sitt säkra spel.
År 2013 rankades Vidal som den 11:e bästa spelaren i världen av Bloomberg.
Han har vunnit flera nationella och internationella titlar, inklusive ligatitlar i Italien och Spanien, samt Copa América-guld med Chile 2015 och 2016.

## Tidigare år
Vidal föddes i San Joaquín i Santiago, andra barnet bland totalt sex syskon. Innan Vidal gjorde sin professionella debut med Colo-Colo befann han sig i klubbens ungdomssektion. Hans talang uppmärksammades först av hans farbror Victor Hugo.

## Klubbkarriär

### Colo-Colo
Trots sin ringa ålder började Vidal spela för Colo-Colos A-lag redan 2006. Han debuterade mot ärkerivalerna Universidad de Chile i Apertura-finalen 2006. Vidal byttes in i matchen med mindre än 10 minuter kvar då han ersatte Gonzalo Fierro och Colo-Colo vann matchen med 2–1. Därefter fick Vidal fortsatt förtroende och han jobbade sig sakta uppåt.
Rudi Völler fick nys om Arturo Vidal och reste till Chile för att titta närmare på den unga talangen.

### Bayer 04 Leverkusen
2007 köptes Vidal av den tyska klubben Bayer Leverkusen. Leverkusen hade följt hans utveckling under en längre tid och hans goda uppvisning i U20-världsmästerskapet samma år övertygade Leverkusens fotbollsdirektör Rudi Völler att åka till Chile i syfte att övertyga tjugoåringen till att skriva på ett kontrakt. Vidals totala övergångsvärde slutade på totalt 8 miljoner euro, och av det betalade den tyska klubben 5,6 miljoner euro för 70% ägarskap av spelaren. Hans övergång till Leverkusen bröt det tidigare nationella rekordet i Chile, Matías Fernández övergång till Villareal som kostade 6,5 miljoner euro.
Vidal missade första matchen i Bundesliga på grund av en skada men var senare klar för spel i startelvan och gjorde därmed sin debut den 19 augusti 2007 borta mot Hamburg. Han startade vid hälften av uttagningarna i Bundesliga och gjorde sitt första mål för klubben efter tre matcher för sitt nya lag. I tyska cupen 2008-2009 spelade han en stor roll i klubbens frammarsch och gjorde, efter en månads skada, mål mot Mainz i semifinalen som tog Leverkusen vidare till final. De förlorade finalen mot Werder Bremen.
2010-2011 säsongen skulle bli den sista för Vidal i Leverkusens tröja. Han hjälpte klubben komma tvåa i Bundesliga och till åttondelsfinalen i Europa League.

### Juventus
Efter en bra säsong (2010-2011), var Vidal ryktad till flera olika klubbar, bland andra till rivalen Bayern München. 22 juli 2011 skrev han på ett femårskontrakt för Serie A-klubben Juventus och den totala övergångssumman uppgick till 10,5 miljoner euro. Han debuterade i sin första tävlingsmatch för det nya klubblaget mot Parma, den första matchen i ligan, där han byttes in efter första halvlek istället för Alessandro Del Piero. Vidal gjorde mål efter bara 6 minuters spel och Juventus vann 4-1. Det ryktades från början att han skulle konkurrera för mittfältspositionen med Claudio Marchisio för att spela vid sidan om Andrea Pirlo. Tränaren Antonio Conte svarade på ryktet genom att spela alla tre effektivt i en tremanna-mittfält. Vidal hade stor betydelse för Juventus ligavinst 2011-2012 där den nya klubben gick obesegrade hela säsongen. Han lyckades göra sju ligamål och tre assist.
19 september 2012 gjorde Vidal sitt första Champions League-mål i en match mot dåvarande regerande mästarna Chelsea. Det var ett avgörande mål för Juventus då man avslutade matchen med 2-2 efter att ha legat under med 0-2. Efter att ha hjälpt klubben till sin andra ligatitel i Serie A blev Vidal röstad till "Player of the Year" på Juventus hemsida.
Enligt Transfermarkt uppskattades Vidals marknadsvärde (i november 2013) till ungefär 350 000 000 kr.

### Bayern München
Vidal kom till Bayern München under sommaren 2015. Han kostade dem ungefär 36 miljoner €. 

### Barcelona
Den 3 augusti 2018 stod det klart att Vidal lämnade Bayern München för spanska Barcelona. Vidal skrev på ett kontrakt som sträcker sig till 2021.

### Inter
I september 2020 värvades Vidal av italienska Inter, där han återförenades med sin gamle tränare från Juventustiden Antonio Conte.

## Landslaget
Arturo Vidal var en del av Chiles U20-trupp, då laget deltog i 2007 South American Youth Championship. Han gjorde då sex mål och blev därigenom Chiles bäste målskytt. Han hjälpte också U20-truppen att kvalificera sig till VM i Kanada för U20-landslag 2007.
Vidal debuterade för A-landslaget i en vänskapsmatch mot Venezuela, en match som Chile vann med 1–0 i Maracaibo. Andra matchen gick mot Argentina i Mendoza (matchen slutade 0–0).

## Utmärkelser
- Bästa startelva i Bundesliga: 2010-11[11]
- Bästa startelva i Serie A: 2011-12
- Månadens bästa selare: April 2013
- Juventus Player of the Year: 2012-13[12]
- All star team of the Serie A: 2012-13